# Lacertaspis
Genre
Lacertaspis est un genre de sauriens de la famille des Scincidae.

## Répartition
Les espèces de ce genre se rencontrent en Afrique centrale.

## Liste des espèces
Selon The Reptile Database (28 septembre 2012) :
- Lacertaspis chriswildi (Böhme & Schmitz, 1996)
- Lacertaspis gemmiventris (Sjöstedt, 1897)
- Lacertaspis lepesmei (Angel, 1940)
- Lacertaspis reichenowi (Peters, 1874)
- Lacertaspis rohdei (Müller, 1910)

## Publication originale
- Perret, 1975 : La différenciation dans le genre Panaspis  Cope (Reptilia, Scincidae). Bulletin de la Société neuchâteloise des Sciences Naturelles, vol. 98, p. 5–16.